# Bikepacking

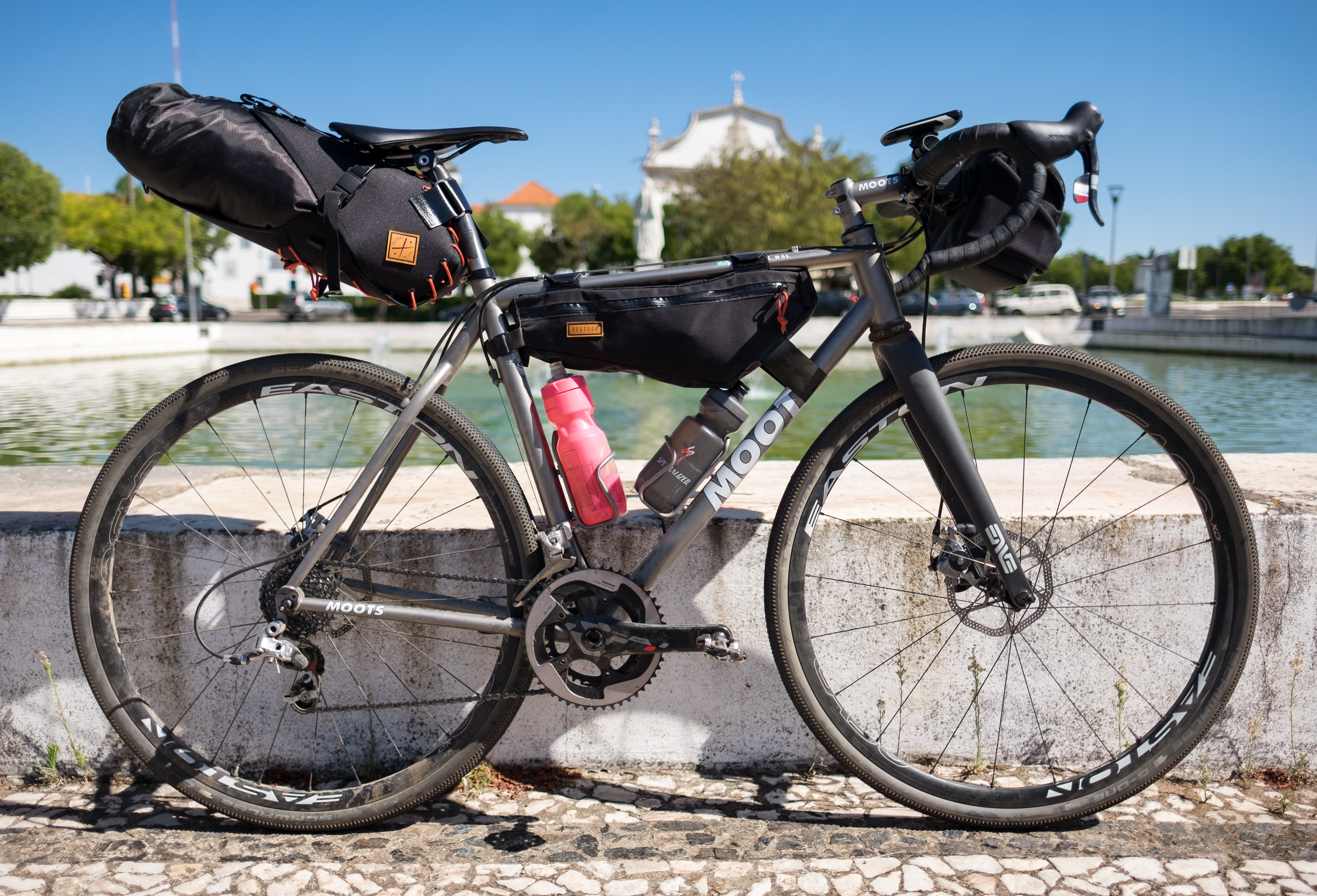
Rower wyposażony w torby do bikepackingu w Portugalii

Bikepacking – forma długodystansowej turystyki rowerowej, odmiana biketouringu. Bikepacking i touring opisują dłuższe, wielodniowe wycieczki rowerowe, przy czym touring najczęściej odbywa się po utwardzonej drodze przy użyciu tradycyjnego zestawu sakw i torby na kierownicę, podczas gdy montowanie bagażu w bikepackingu nie zmienia charakterystyki roweru i pozwala na podróżowanie po bardziej wymagających drogach jak szlaki, szutry, czy drogi gruntowe. Istotnym elementem bikepackingu jest minimalistyczny styl pakowania się na wyprawy (analogicznie do backpackingu), który w połączeniu z rowerem przystosowanym do jazdy terenowej umożliwia dotarcie do mało dostępnych dla rowerzysty miejsc.